# Stenetrium kensleyi
Stenetrium kensleyi is een pissebed uit de familie Stenetriidae. De wetenschappelijke naam van de soort is voor het eerst geldig gepubliceerd in 2003 door Joel W. Martin, Richard W. Heard & Regina Wetzer.